# スプリウス・セルウィリウス・ストルクトゥス
スプリウス・セルウィリウス・ストルクトゥス（ラテン語: Spurius Servilius Priscus Structus、生没年不詳）は共和政ローマ初期の政治家・軍人。紀元前476年に執政官（コンスル）を務めた。

## 家族
パトリキ（貴族）であるセルウィリウス氏族の出身。父は恐らく紀元前495年の執政官プブリウス・セルウィリウス・プリスクス・ストルクトゥスである。ティトゥス・リウィウスはストルクトゥスのプラエノーメン（第一名、個人名）をスプリウスとしているが、ハリカルナッソスのディオニュシオスとシケリアのディオドロスはガイウスとしている。
カピトリヌスのファスティでは、紀元前463年の執政官プブリウス・セルウィリウス・プリスクスの父がスプリウスであり、紀元前418年の独裁官クィントゥス・セルウィリウス・プリスクス・フィデナスがプブリウスの子でスプリウスの孫であるため、ストルクトゥスのプラエノーメンはスプリウスである可能性が高い。

## 経歴
紀元前476年、ストルクトゥスは執政官に就任。同僚執政官はアウルス・ウェルギニウス・トリコストゥス・ルティルスであった。
前年のクレメラ川の戦いでローマは敗北し。余勢をかったウェイイ軍はローマに進軍し、ティブル川を挟んでローマと向かい合うヤニクルムの丘を占領した。執政官ガイウス・ホラティウス・プルウィッルスがこれを攻撃し勝利を得たものの、決定的ではなかった。紀元前476年になってもウェイイ軍は撤退せず、ルティルスとストルクトゥスの両執政官はローマに留まり、この脅威に対処した。
ウェイイ軍はヤニクルムの丘を下ってティブル川を渡河し、ストルクトゥスの野営地を攻撃した。ストルクトゥスはこれを撃退し、ヤニクルムの丘に撤退させた。翌朝、ストルクトゥスはヤニクルムの丘の麓まで前進し、さらに丘を登ってウェイイ軍を攻撃した。戦況はローマに不利なものであったが、このときルティルスが背後から攻撃した。これでウェイイ軍は分断され、大敗北を喫した。ハリカルナッソスのディオニュシオスの記述はやや異なり、ローマに飢餓が発生することを恐れ、両執政官が先手をとって攻撃したとする。当初はローマが優勢であったが、ストルクトゥスの左翼が崩れて不利となり、その後ルティルスが別方向から攻撃して最終的にローマ軍が勝利した。ウェイイ軍はその夜に撤退した。ローマ軍の損害も大きかったため、元老院は何れの執政官にも凱旋式の実施を認めなかった。
翌紀元前475年、ストルクトゥスの執政官任期が満了した後に、護民官ルキウス・カエディキウスとティトゥス・スタティウスは、前年のウェイイとの戦闘での不手際を理由にストルクトゥスを告訴した。ティトゥス・リウィウスによれば、ストルクトゥスは自身を雄弁に弁護した。特に、ストルクトゥスは前年に同様の理由でティトゥス・メネニウス・ラナトゥスを有罪として死に追いやった民会を非難した。同僚執政官のルティルスも弁護に立ち、結果ストルクトゥスは無罪となった。
同年、執政官プブリウス・ウァレリウス・プブリコラがローマ軍の司令官としてエトルリア（ウェイイ）とそれと同盟したサビニと戦った。ストルクトゥスはこのときレガトゥス（副司令官）として軍に加わった。ローマ軍はラティウム同盟（紀元前493年に同盟締結）とヘルニキ（紀元前476年に同盟締結）からの援軍で増強されていた。プブリコラはウェイイの城外に野営していたサビニ軍を攻撃し、出撃してきたウェイイ軍も撃破、両軍を城壁内に追い込んだ。この勝利でプブリコラは凱旋式を実施している。

## 参考資料
- ティトゥス・リウィウス『ローマ建国史』
- ハリカルナッソスのディオニュシオス『ローマ古代誌』
- T. Robert S. Broughton , The Magistrates of the Roman Republic: Volume I, 509 BC - 100 BC , New York, The American Philological Association